# AUTOEXEC.BAT
AUTOEXEC.BAT，又常被稱為開機執行檔，是個人電腦上的一個系統指令檔，始源於MS-DOS。AUTOEXEC.BAT 的名稱來自英文字「AUTOmatic」和「EXECution」的結合，即「自動執行」之意；副檔名「BAT」則解釋了它是一個批次檔。
AUTOEXEC.BAT 內記載的指令於相對的作業系統啟動時自動執行。

## 作業系統
AUTOEXEC.BAT 在所有基於 MS-DOS 執行的作業系統中皆適用：
- MS-DOS
- Windows 3.x
- Windows 95
- Windows 98
- Windows ME

## 應用
作為一個批次檔，電腦使用者可於 AUTOEXEC.BAT 內輸入任何適用於 MS-DOS 內的指令，以使該檔案內的指令於每次作業系統啟動時自動執行。AUTOEXEC.BAT 的執行次序僅次於 CONFIG.SYS 之後。在視窗作業系統下，這兩個檔案皆於圖形使用者介面（GUI）啟動之前執行的。
AUTOEXEC.BAT 最常見的實際應用是設定作業系統的環境參數，例如載入鍵盤、滑鼠等驅動程式、磁碟檢查工具或病毒掃瞄程式。部分電腦病毒亦會更改 AUTOEXEC.BAT，以使其在開機後自動執行。
AUTOEXEC.BAT 通常位於開機磁碟中的根目錄。

## 範例
在早期 MS-DOS 中，AUTOEXEC.BAT 的預設設定比較簡單。
```
 
@
ECHO
 OFF
 
PROMPT
 $p$g

```

## NT 系統
由於 Windows NT 及其後版本 Windows 2000、Windows Server 2003 及 Windows XP 等都不是一個基於 MS-DOS 環境下執行的作業系統，這些作業系統啟動時都不會執行 AUTOEXEC.BAT 內的指令。然而，在這些作業系統下啟動命令提示字元時，將會自動執行批次檔 AUTOEXEC.NT 內的指令。AUTOEXEC.NT 位於作業系統檔案夾內的 system32 子資料夾。